# Glijkop
De Glijkop (Alepocephalus bairdii) is een straalvinnige vis uit de familie van Gladkopvissen (Alepocephalidae) en behoort derhalve tot de orde van Spieringen (Osmeriformes). De vis kan een lengte bereiken van 100 cm. De hoogst geregistreerde leeftijd is 38 jaar. 

## Leefomgeving
De glijkop is een zoutwatervis. De vis prefereert een diepwaterklimaat en leeft hoofdzakelijk in de Atlantische Oceaan. De diepteverspreiding is 365 tot 1700 m onder het wateroppervlak. 

## Relatie tot de mens
De vis is voor de visserij van beperkt commercieel belang. In de hengelsport wordt er weinig op de vis gejaagd. 
Voor de mens is de glijkop ongevaarlijk.